# Elena Săcălici
Elena Săcălici (olykor Ileana, házassága után Petroșanu) (Kolozsvár, 1935. július 18. – 1959) olimpiai és világbajnoki bronzérmes román szertornász.
A román olimpiai válogatott többi tagjával együtt (Elena Leușteanu, Sonia Iovan, Elena Dobrowolski, Uta Poreceanu, Emilia Vătășoiu-Liță, Georgeta Hurmuzachi) 1956-ban Melbourne-ben megszerezte Románia első csapattal szerzett olimpiai érmét.
A román válogatott többi tagjával együtt (Elena Dobrowolski, Elena Leușteanu, Atanasia Ionescu, Sonia Iovan, Emilia Vătăşoiu-Liţă) 1958-ban Moszkvában az első olyan román tornász, aki világbajnokságon nyert érmet.

## Életpályája
Az AS Energia klubban kezdett tornázni. 1956-ban átigazolt a bukaresti Dinamo Sportklubba. A román válogatottnak 1954-től tagja, edzői itt Caius Jianu, Maria Simionescu és Petre Dungaciu voltak.
1959-ben hunyt el.

### Felnőttként

#### Országos eredmények
1956-ban akkori klubjával, az AS Energiával megnyerte a román bajnokságot és harmadik helyezést ért el felemás korláton. Ugyanazon évben egy klubok közti versenyen harmadik helyezett volt egyéni összetettben.
A miután átkerült a Dinamo sportklubba, 1957-ben megnyerték a román bajnoki címet a klubbal, egyéniben pedig  második volt felemás korláton.
1958-ban ugrásban, 1959-ben pedig talajon szerzett bajnoki címet.

#### Nemzetközi eredmények
1958-ban a Románia–Német Demokratikus Köztársaság és a Románia–Ukrajna találkozón is harmadik helyezett volt egyéni összetettben.
1959-ben a Német Demokratikus Köztársaság–Románia találkozón ötödik, a Német Demokratikus Köztársaság–Románia–Franciaországon pedig tizedik helyen végzett.

##### Világbajnokság
1958-ban Moszkvában a csapattal (Elena Dobrowolski, Emilia Vătășoiu-Liță, Elena Leușteanu, Sonia Iovan, Atanasia Ionescu) szerezte meg Románia első torna-világbajnoki érmét, egy bronzot, továbbá kilencedik helyen végzett egyéni összetettben.

##### Olimpiai játékok
Az 1956. évi nyári olimpiai játékokon Melbourne-ben a csapattal (Elena Leușteanu, Emilia Vătăşoiu-Liţă, Elena Dobrowolski, Uta Poreceanu, Sonia Iovan, Georgeta Hurmuzachi) nyert bronzérmet, ezzel ő és csapattársai lettek Románia első olimpiai érmét megszerző tornászai csapatban. Ezen kívül ötödik volt kéziszeren, huszonhetedik lóugrásban, huszonkilencedik felemás korláton, harmincadik egyéni összetettben és talajon és negyvennegyedik gerendán.

## Díjak, kitüntetések
Megkapta a Sport Mestere címet.